# Manuel Marchena
Manuel Marchena Gómez (Las Palmas de Gran Canaria, 1 de marzo de 1959) es un jurista español, magistrado del Tribunal Supremo desde 2007.
Doctor en Derecho, Marchena ingresó en la carrera judicial y fiscal en 1985, decantándose por la segunda. Tras varios destinos fiscales, en 1992 fue destinado a la Secretaría Técnica de la Fiscalía General del Estado donde, salvo un pequeño periodo entre 1994 y 1996 en el que estuvo asignado a la Fiscalía del Tribunal Superior de Justicia de Madrid, desempeñó el resto de su carrera fiscal. Llegó a ser fiscal jefe de este órgano central de la Fiscalía entre 2003 y 2004.
Posteriormente, en el año 2004 fue nombrado fiscal de la Fiscalía del Tribunal Supremo y, posteriormente, en el año 2007 el Consejo General del Poder Judicial le nombró magistrado del mismo tribunal. Años después, en 2014, fue nombrado presidente de la Sala de lo Penal del Tribunal Supremo, cargo que ejerció durante dos mandatos, hasta diciembre de 2024.

## Biografía
Nació en 1959 en Las Palmas de Gran Canaria. Cursó el bachillerato en el Instituto General Alonso de El Aaiún, Sáhara español, y en el Colegio San Ignacio de Loyola de Las Palmas de Gran Canaria. Se licenció en derecho por la Universidad de Deusto en 1981 y se doctoró en derecho por la Universidad de La Laguna en 1991.
Su actividad jurídica la ha desempeñado en la Audiencia Territorial de Las Palmas, Tribunal Superior de Justicia de Madrid, Secretaría Técnica de la Fiscalía General del Estado, Fiscalía del Tribunal Supremo y en el Tribunal Supremo. Ha sido profesor asociado de Derecho en las Universidad de Las Palmas de Gran Canaria, en la Universidad Autónoma de Madrid y en el Colegio Universitario de Estudios Financieros (CUNEF Universidad) de Madrid. Doctor honoris causa por la Universidad CEU Fernando III (2025).

## Actividad profesional
Marchena, en 1985, accedió a la carrera judicial por oposición (promoción 31.ª), optando por la carrera fiscal. Fue fiscal de la Audiencia Territorial de Las Palmas. En el período 1992-1994 fue fiscal en la Secretaría Técnica de la Fiscalía General del Estado, a las órdenes de Eligio Hernández Gutiérrez. Entre 1994 y 1996, fue fiscal en el Tribunal Superior de Justicia de Madrid. En 1996 fue nombrado nuevamente fiscal de la Secretaría Técnica de la Fiscalía General del Estado, siendo fiscal general del Estado Juan Ortiz Úrculo. En este puesto se mantuvo hasta 2003, cuando ya era fiscal general Jesús Cardenal. En 2003 fue nombrado fiscal jefe de la Secretaría Técnica, bajo la supervisión de Jesús Cardenal. Se convirtió así en el fiscal de sala más joven en la historia del Ministerio Público,[cita requerida] al llevar asociada aquella designación la promoción a la primera categoría del Ministerio Fiscal durante el tiempo de ejercicio. Durante sus diez años de estancia en la Secretaría Técnica de la Fiscalía General del Estado participó en la redacción de las Circulares, Instrucciones y Consultas que han conformado las líneas maestras de la actividad del Ministerio Público ante los Tribunales de Justicia.
En 2004, mediante el Real Decreto 1479/2004, 18 de julio, fue nombrado fiscal del Tribunal Supremo, siendo adscrito a la Sección de lo Penal, donde permanecería hasta 2007. Ese año fue designado por el Consejo General del Poder Judicial Magistrado del Tribunal Supremo, adscrito a la Sala de lo Penal, siendo entonces el magistrado más joven del Alto Tribunal,[cita requerida] cargo que desempeña hasta la actualidad. Durante los años 2007 y 2008 también formó parte de la Sala del 61, conociendo los procesos de ilegalización de ANV y PCTV.
Durante su etapa como magistrado de la Sala Segunda del Tribunal Supremo le han correspondido como ponente algunos asuntos de interés mediático: la obtención fraudulenta de pensiones en la Seguridad Social de Andalucía (Caso Campanario); el asesinato y abusos sexuales de una menor por un delincuente con antecedentes sexuales (Caso Mari Luz); los ataques contra el patrimonio municipal ejecutado por miembros de la corporación y otras personas (Caso saqueo de Marbella); la condena de un presidente del Parlamento Vasco que se negó a dar cumplimiento a una resolución del Tribunal Supremo (Caso Atutxa).
En septiembre de 2014 fue nombrado presidente de la Sala Segunda del Tribunal Supremo, imponiéndose al exfiscal general del Estado, Cándido Conde Pumpido, y al tercer candidato, el Miguel Colmenero.
Como miembro de la Sala de Causas Especiales, formó parte del Tribunal que desestimó la querella contra el presidente del Parlamento por su supuesto enriquecimiento (Caso Bono), fue ponente de las diligencias abiertas contra la presidenta del Tribunal Constitucional por un supuesto delito contra la función pública por el asesoramiento a una abogada. Ha formado parte de la sala que condenó a un juez de la Audiencia Nacional por vulneración dolosa del derecho de defensa (Caso escuchas Garzón), condena que fue dictada por unanimidad por los siete magistrados que formaban la sala, sin ningún voto particular que disintiera de la procedencia de la condena. Mediante resolución de noviembre de 2012, el Tribunal Constitucional, también por unanimidad, inadmitió a trámite la demanda del exjuez contra su condena. El rechazo fue fundamentado "dada la manifiesta inexistencia de violación por el Supremo de un derecho constitucional tutelable en amparo". Asimismo fue nombrado magistrado-instructor del proceso penal abierto para investigar los cobros recibidos por un juez de la Audiencia Nacional durante su estancia en Nueva York (Caso cobros en Nueva York, Garzón). La resolución por la que se acordó el archivo por prescripción fue confirmada por unanimidad por la Sala del Tribunal Supremo designada para conocer del recurso de apelación interpuesto por la acusación popular. El experiodista de El País especializado en tribunales Paco Yoldi y que siguió el caso señaló que Marchena aprovechó el archivo del caso por prescripción para "arrastrar la honorabilidad de Garzón por el fango" . El exfiscal anticorrupción le calificó de "ignorante" y le acusó de "mala fe" y "persecución sistemática" contra Garzón. Sus detractores sostienen que la posible falta de imparcialidad de Marchena en lo relacionado con Garzón es parte fundamental de los recursos presentados por Garzón ante el Tribunal Europeo de Derechos Humanos. Dichos recursos, tras ser desestimados por el Tribunal Constitucional, también fueron rechazados de plano por el Tribunal Europeo de Derechos Humanos en 2015.
En noviembre de 2018 se anunció un acuerdo entre el Partido Socialista y el Partido Popular para la renovación del Consejo General del Poder Judicial con Marchena en la presidencia. Posteriormente, se hizo público una conversación de WhatsApp del senador popular Ignacio Cosidó en el que se ponía en duda su independencia judicial. Al día siguiente se hizo público un escrito en el que presentaba su renuncia. Dicho cargo finalmente fue ocupado en septiembre de 2024 por la magistrada María Isabel Perelló Doménech.
En 2019 presidió la Sala del Tribunal encargado de juzgar a los líderes del proceso independentista catalán (Proceso soberanista de Cataluña de 2012-2019), Causa Especial 20907/2017 y popularmente conocido como «juicio del procés». La Sala estaba formada por los magistrados Manuel Marchena, Antonio del Moral García, Luciano Varela Castro, Andrés Martínez Arrieta, Juan Ramón Berdugo Gómez de la Torre, Ana María Ferrer García y Andrés Palomo del Arco. El 14 de octubre de 2019 se publicó la sentencia, de la que fue su ponente. Sin ningún voto particular, por unanimidad, los siete magistrados condenaron por sedición, malversación y desobediencia a los enjuiciados por el procés. Dicha sentencia fue muy criticada por algunos sectores políticos y mediáticos, tanto por considerarse las penas insuficientes como por considerarse excesivas.[cita requerida]
En octubre de 2019 renovó su cargo de presidente al frente de la Sala Segunda del Tribunal Supremo, esta vez tras presentarse como único candidato. Fue reelegido por 19 votos a favor y 2 abstenciones. Se mantuvo en el puesto hasta el 5 de diciembre de 2024, permaneciendo en el Tribunal Supremo como magistrado. Fue sustituido por Andrés Martínez Arrieta.
En 2021, en el ejercicio de las competencias de la Sala Penal para el enjuiciamiento de aforados, presidió la vista oral contra el diputado de Podemos Alberto Rodríguez Rodríguez, a quien la Fiscalía acusaba de un delito de atentado por propinar una patada a un policía antidisturbios, con ocasión de los incidentes acaecidos en La Laguna, Tenerife, a raíz de la visita del ministro de educación del PP. Fue condenado a una pena de prisión de un mes y un día, que fue sustituida en la propia sentencia por una pena de multa de 540 euros. En ejecución de esta sentencia, que implicaba la pena accesoria de inhabilitación especial para cargo público durante el tiempo de la condena, la presidenta del Congreso de los Diputados Meritxell Batet, privó del escaño como diputado a Alberto Rodríguez, al entender que la pena de inhabilitación, con independencia de su duración, implicaba la pérdida de su condición de diputado. Su decisión condujo a que Podemos pidiera la dimisión de la presidenta del Congreso de los Diputados. Tres años después, en 2024, el Tribunal Constitucional estimó el recurso de amparo promovido por el diputado canario al considerar que asociar la pena accesoria de inhabilitación a una pena de multa implicaba la quiebra del principio de proporcionalidad. El Tribunal Constitucional anuló la parte de la sentencia que supuso la pérdida del escaño de Alberto y mantuvo el resto.
En 2022, las Cortes Generales derogaron el delito de sedición. En 2023, la reforma de los delitos de desórdenes públicos y malversación de caudales públicos, obligó a la Sala Penal del Tribunal Supremo a revisar las condenas impuestas en el juicio por los hechos del «procés». En un auto del que fue ponente, se condenó por el delito de desórdenes públicos a dos de los procesados, que por razón del indulto y del tiempo de cumplimiento ya habían extinguido la pena de inhabilitación. En cambio, la Sala penal negó la aplicación del tipo atenuado de malversación a otros cuatro procesados. El auto contenía una advertencia de los efectos de la derogación del delito de sedición. Esta llamada de atención fue formulada en cumplimiento del deber impuesto por el art. 4.2 del Código Penal, lo que dio lugar a muestras doctrinales de apoyo y de censura, por aquellos que vieron una extralimitación de las funciones del Tribunal Supremo.
Con fecha 1 de julio del año 2024, fue notificado el auto que declaró que el delito de malversación de caudales públicos no había sido amnistiado por la Ley Orgánica 1/2024. La Sala Penal del Tribunal Supremo —en una resolución de la que fue ponente— acordó promover cuestión de inconstitucionalidad respecto del delito de desobediencia por el que Oriol Junqueras, Raül Romeva, Jordi Turull y Dolors Bassa habían sido también condenados. La resolución incorporó un voto particular de la magistrada Ana Ferrer, que estimó que habría de haberse promovido una cuestión prejudicial ante el Tribunal de Justicia de la Unión Europea.
Marchena también presidió la Sala que ejecutó la sentencia dictada por el Tribunal Europeo de Derechos Humanos en el Caso Bateragune y que había dado lugar a la condena de España por la pérdida de imparcialidad de la magistrada Ángela Murillo.La vista se celebró varios años después de que Otegi hubiera cumplido la pena de prisión impuesta por la Audiencia Nacional y faltando todavía algún tiempo para el cumplimiento de la pena de inhabilitación. El Tribunal Supremo entendió por unanimidad que el hecho de que la Audiencia Nacional hubiera considerado a Otegi, en virtud de una sentencia dictada por un tribunal no imparcial, como integrante en banda armada, obligaba a la celebración de un nuevo juicio. La Sala Penal, en sintonía con el criterio del Fiscal del Tribunal Supremo, entendió que «un defecto procesal no puede convertirse en una exención penal». El Tribunal Constitucional, por mayoría de 7 a 4 votos, estimó parcialmente el recurso de amparo promovido por Arnaldo Otegi. Mantuvo su condena por el delito de pertenencia a organización terrorista, pero anuló la orden de repetir el juicio oral en el que fue condenado.
En 2025, el Tribunal Supremo rechazó una querella contra el rey emérito por delitos contra la Hacienda Pública. En una ponencia de Marchena, haciéndose eco  el criterio del fiscal del Tribunal Supremo que solicitaba el archivo de la querella, se declaró que de los hechos imputados al rey, algunos habían sido ejecutados con inviolabilidad durante su mandato, otros estaban prescritos y los restantes habían sido regularizados con la conformidad de la Hacienda Pública. El auto fue suscrito por unanimidad de todos sus integrantes. No obstante, fue recurrido por los querellantes.

## Publicaciones
Es autor de cerca de un centenar de publicaciones en revistas y obras colectivas. Entre los libros publicados, destacan: 
- El Ministerio Fiscal: su pasado y su futuro. Editorial Marcial Pons. Madrid. 1992;
- La vulneración de los derechos fundamentales en el procedimiento abreviado y el principio de saneamiento en el proceso penal. Editorial Comares. Granada, 1994;
- El juicio oral (Con especial referencia al procedimiento abreviado). Edit. Comares e Instituto de Estudios Penales Marqués de Beccaría. Granada, 1995;
- Comentarios sistemáticos a la Ley del Jurado y a la reforma de la prisión preventiva. Edit. Comares e Instituto de Estudios Penales Marqués de Beccaría. Granada, 1996;
- Manual del Jurado. Edit. Abella. Madrid, 1996;
- El delito de robo en el Código Penal de 1995. Edit. Colex. Madrid, 1998;
- El delito de apropiación indebida en el Código Penal de 1995. Edit. Colex. Madrid, 1998;
- El Código Penal de 1995 (un año de vigencia en la doctrina del Tribunal Supremo, Audiencias Provinciales y Fiscalía General del Estado). Edit. Comares. Granada, 1997;
- Comentarios a la Reforma Procesal Penal de la Ley Orgánica 7/1988 (Procedimiento Abreviado). La Casa del Abogado. Librería Jurídica. Bilbao, 1989;
- La reforma y actualización del Código Penal (L.O. 3/1989 de 21 de junio). Publicaciones ICSE. Las Palmas de Gran Canaria. 1989;
- El Juicio Verbal del Automóvil. Publicaciones ICSE. Las Palmas de Gran Canaria, 1990.
- Código Penal de 1995. Edit. Comares. Granada, 1998;
- El delito de falsedad documental en el Código Penal de 1995. Edit. Colex, Madrid, 1999;
- Comentarios a la Ley de Enjuiciamiento Criminal. Edit. Trivium. Madrid, 1999;
- Ley de la Responsabilidad Penal de los Menores. Edit. Trivium. Madrid, 2001;
- Práctica Procesal de los juicios rápidos. Edit. Sepín. Madrid, 2003.

Entre las publicaciones incluidas en obras colectivas, destacan: 
- "El Ministerio Fiscal y la defensa de la propiedad industrial. La punición como última ratio en la búsqueda de instrumentos jurídicos idóneos. Aproximación a algunos problemas para la adecuada defensa penal de la marca. La defensa penal de la propiedad industrial en el Anteproyecto de Ley Orgánica de Código Penal", en El tratamiento de la marca en el tráfico jurídico-mercantil, Edit. Consejo General del Poder Judicial y Asociación Nacional de Defensa de la Marca (Andema). Madrid, 1994.
- "La jurisdicción contencioso-administrativa y su influencia en la configuración del tipo imprudente (a propósito de la sentencia de la sala tercera del Tribunal Supremo de 5 de febrero de 1992)", en La Imprudencia. Cuadernos de Derecho Judicial, edit. Consejo General del Poder Judicial, Madrid, 1994.
- "Procesos Penales contra aforados", en Cuestiones de Derecho Procesal. Cuadernos de Derecho Judicial. Edit. Consejo General del Poder Judicial, Madrid, 1994;
- "Estatuto y funciones de los Jueces y Magistrados, Fiscales, Secretarios y demás funcionarios de la Administración de Justicia, Abogados y Procuradores. El Consejo General del Poder Judicial. El Consejo Fiscal y la Junta de Fiscales de Sala", en Derecho Penal para Profesionales de la Información, Edit. Instituto de Estudios Penales Marqués de Beccaría, Eurolex y Comares, Madrid, 1995.
- "Les fonctions du juge d'instructión et du ministere public dans la procedure penale: tendances de reforme en Europe", Conférence des Presidents des Cours Suprêmes de Justice et Procureurs Généraux des pays de l'Unión Européenne, en Boletín documentaçao e direito comparado, núm. duplo 59/60, Lisboa 1994.
- "El Fiscal y la Ley del Jurado", en El Tribunal del Jurado, Cuadernos de Derecho Judicial, Consejo General del Poder Judicial y Ministerio de Justicia e Interior, Madrid, 1995.
- "El Fiscal y la Ley del Jurado" en El Tribunal del Jurado. Estudio sobre la LO 5/1995. Edit. Gobierno de Canarias y Universidad Alfonso X El Sabio, 1996.
- "La actuación de oficio de Jueces y Tribunales en el ámbito de la ley del Jurado", en Proceso Penal y actuación de oficio de Jueces y Tribunales, Cuadernos de Derecho Judicial, Consejo General del Poder Judicial. 1995; "Delitos contra la propiedad industrial", en Estudio y aplicación práctica del Código Penal de 1995. Tomo II, Parte Especial; "La vulneración negligente de la intimidad con ocasión del tratamiento automatizado de datos", XII Encuentros sobre Informática y Derecho 1998-1999. Edit. Aranzadi, Facultad de Derecho e Instituto de Informática Jurídica de la Universidad Pontifica de Comillas (ICADE), Madrid, 1999.
- "El Ministerio Fiscal en el proceso civil", El proceso civil y su reforma, Edit. Colex y publicaciones ICSE, Madrid, 1998
- “Delito de impago de prestaciones asistenciales de naturaleza económica declaradas judicialmente en los procesos matrimoniales de filiación y alimentos”, Delitos y cuestiones penales en el ámbito empresarial, tomo VIII, edit. Diario Expansión, Madrid, 1999
- “Prevención de la delincuencia tecnológica”, En Derecho de Internet. Contratación electrónica y firma digital. Coordinadores: Mateu de Ros, R. y Méndez de Vigo, C. Edit. Aranzadi, Madrid, 2000
- “Algunos aspectos procesales de Internet”, en Problemática jurídica en torno al fenómeno Internet, Cuadernos de Derecho Judicial, Edit. Escuela Judicial, Consejo General del Poder Judicial, 2000. Publicado también bajo el título “Perseguibilidad de los delitos en Internet”, en III Jornadas sobre Informática y Sociedad. Edit. Universidad de Comillas, Instituto de Informática Jurídica. Facultad de Derecho. Coordinador Miguel Ángel Davara Rodríguez, Madrid, 2000.
- “Aspectos penales del tratamiento automatizado de datos”, XIV Encuentros sobre Informática y Derecho 2000-2001. Coordinador, Miguel Ángel Davara Rodríguez. Edit. Universidad de Comillas, Instituto de Informática Jurídica. Facultad de Derecho, 2001.
- “El Pacto y el Ministerio Fiscal”, El Pacto de Estado para la Reforma de la Justicia, Coordinadores Enrique Arnaldo y Salvador Iglesias, Gobierno de Canarias, Centro de Estudios Políticos y Constitucionales, Madrid, 2002
- “Deporte y Derecho Penal”, Deporte y +, Directores Enrique Arnaldo y Alejandro Sanz Peinado, Edit. La Ley, Comunidad de Madrid, Consejería de Educación, Madrid, 2003.
- “Claudicación de la verdad y crisis decisoria en el Tribunal del Jurado”, Ética de las profesiones jurídicas. Estudios sobre Deontología, UCAM-AEDOS, Cátedra de Ciencias Sociales, Morales y Políticas, Madrid, 2003. Prólogo "Compliance Penal en España", Ed. Thomson Reuters Aranzadi, Pamplona, 2018.
- "Claves prácticas para la defensa penal". Amazon libros. Madrid, 2022

## Condecoraciones y premios concedidos
- Ganador del XX Premio La Ley de Artículos Doctrinales, convocado por Editorial La Ley, año 2006, concedido al trabajo: “Dimensión Jurídico Penal del Correo electrónico” y ganador del Premio de Estudios Jurídicos "Foro Canario", convocado por el Ilustre Colegio de Abogados de Las Palmas, Segundo Certamen, mayo de 1987. Concedido al trabajo "Consideraciones sistemáticas en torno a la Ley del Parlamento de Canarias 1/1985 reguladora del Diputado del Común".
- Cruz distinguida de Primera Clase de la Orden de San Raimundo de Peñafort, concedida por Orden de 24 de junio de 2002.
- Premio a la Excelencia y Calidad en la Justicia del Consejo General de Procuradores de España (2017).[33]
- Premio al Mérito Social en Pro de La Justicia, concedido por el Consejo General del Colegio de Graduados Sociales de España (2018).[34]
- Premio de la Asociación de Letrados por un Turno de Oficio Digno (ALTODO), por el reconocimiento público que realizó, en la sentencia de la que fue ponente, al abogado del turno de oficio, Cristóbal Sitjar Fernández, quien defendió al pederasta de Ciudad Lineal, Antonio Ortiz (2018).[35]
- Premio “Puñetas de Oro” (VIII Edición), otorgado por ACIJUR (Asociación de Comunicadores e Informadores Jurídicos) por "su brillante y dilatada trayectoria profesional y por su decidida defensa de la independencia judicial" (2018).[36]
- Insignia de Caballero de la Legión de Honor por parte del embajador de Francia en España, Yves Saint-Geours (2018)[37]
- Premio Balanza de Oro del Ilustre Colegio de Procuradores de Madrid, 2019[38]
- Gran cruz de la Orden de San Raimundo de Peñafort.[39]
- Premio CONFILEGAL, como miembro de los componentes del tribunal del caso «procés» en el Tribunal Supremo, en la categoría de Independencia (2019).[40]
- II Premio "Jurista del Año" del Colegio de Abogados de Málaga y la Fundación Manuel Alcántara (2020).[41]
- Académico de Número de la Real Academia de Doctores (2022).[42]
- Medalla de Honor del Ilustre Colegio de la Abogacía de Madrid (2023).[43]
- Medalla de Honor de la Real Academia de Jurisprudencia y Legislación de Valencia (2024).[44]
- Medalla de Oro del Ilustre Colegio de Abogados de Melilla (2024).[45]
- Premio "Jurista del año" de la Asociación San Raimundo de Peñafort (2024).[46]
- Premio "Fundación Zaballos" como reconocimiento al trabajo a favor de los derechos y libertades recogidos en la Constitución Española (2025).[47]
- Premio "Economist & Jurist" (2025).[48]

## Controversias
En 2008, Marchena fue el magistrado ponente de la Sala Segunda del Tribunal Supremo que, cambiando la denominada doctrina Botín, inhabilitó y condenó por desobediencia a los parlamentarios vascos, Juan María Atutxa, Gorka Knörr y Kontxi Bilbao, en el conocido como caso Atutxa. El Supremo había admitido a trámite el recurso de la asociación Manos Limpias contra la sentencia absolutoria (enero de 2007) del Tribunal Superior de Justicia del País Vasco (TSJPV) por unos hechos sucedidos en 2003. En 2013, el Tribunal Constitucional rechazó el recurso de amparo presentado por los parlamentarios vascos y confirmó sus inhabilitaciones.  En 2017, el Tribunal Europeo de Derechos Humanos (TEDH) falló contra España por haber vulnerado el punto 6.1 del Convenio Europeo de Derechos Humanos que ampara el derecho a un juicio justo. El 2019, el Supremo anuló definitivamente la sentencia condenatoria de 2008 y ordenó el retorno de las multas impuestas.
El 7 de mayo de 2012 una veintena de juristas presentaron un escrito ante el presidente del CGPJ Carlos Dívar exponiendo una serie de conductas privadas de magistrados del Supremo entre los que se encontraba Marchena "impartiendo cursos, conferencias y charlas para fundaciones, universidades y entidades con el patrocinio financiero de al menos 25 empresas privadas, desde bancos como el Santander o Cajamar, hasta multinacionales como Wolters Kluwer y Endesa, pasando por grandes bufetes de abogados como Garrigues Walker". Esta frustrada denuncia fue rechazada "a límine" sin dar lugar a la incoación de ningún tipo de diligencia por el Consejo General del Poder Judicial. El artículo 389.5 de la Ley Orgánica del Poder Judicial establece que el cargo de Juez o Magistrado es incompatible con todo empleo, cargo o profesión retribuida, salvo la docencia o investigación jurídica, así como la producción y creación literaria, artística, científica y técnica, y las publicaciones derivadas de aquella, de conformidad con lo dispuesto en la legislación sobre incompatibilidades del personal al servicio de las Administraciones Públicas.